# Clodomiro Caspary
Clodomiro Caspary (Porto Alegre, 1932 - 2006) foi um pianista e compositor brasileiro. 

## Biografia
Iniciou o estudo de piano aos nove anos. Com 12 anos de idade realizou seu debut como pianista no teatro do Instituto Nacional de Música do Rio de Janeiro. Nessa época já era convidado para tocar em diversos recitais. 
Em 1952, decidiu aperfeiçoar seus estudos no New England Conservatory of Music, com Miklos Schwalb e, mais tarde, em Viena, com Bruno Seidlhofer. Na Akademie fur Musik und Darstellende Kunst, na capital austríaca, estudou composição com Alfred Uhl e Erwin Ratz, este último aluno de Arnold Schonberg. De volta ao Brasil, fundou com outros professores o Centro Livre de Cultura - C.L.C., e realizou palestras e cursos sobre o atonalismo.

## Obra
No início de sua carreira musical escreveu obras para piano como Suite miniatura (1946), Fantasia (1947), Devaneio da Série Brasileira (1948). A partir de 1952, em Viena, iniciou as pesquisas sobre música concreta (Estudos I e II de 1966) e realizou outros trabalhos utilizando o piano preparado.
Em 1985 publicou seu tratado Serialismo Integral - Parâmetros, recebendo elogios da crítica internacional e em particular dos compositores e musicólogos Goffredo Petrassi, Mauricio Kagel e Karlheinz Stockhausen.
Em 1992, duas obras de Caspary foram apresentadas em primeira audição nos Estados Unidos:
- Mobile I, para piano, foi estreada em Houston, Texas, por Olinda Alessandrini;
- Mobile II, para piano e orquestra, obra encomendada por Aurelio de la Veja e a ele dedicada; teve sua primeira audição em Los Angeles, Califórnia, pela New Music Ensemble, tendo por solista o próprio compositor sob a regência de Daniel Kessner.